# Crossodactylus
Crossodactylus is een geslacht van kikkers uit de familie Hylodidae. De wetenschappelijke naam van het geslacht werd in 1841 voorgesteld door André Marie Constant Duméril en Gabriel Bibron.
Met de toevoeging van Crossodactylus franciscanus in 2015 worden er dertien soorten in het geslacht geplaatst. Van dit geslacht komen uitsluitend vertegenwoordigers voor in delen van Zuid-Amerika, in de landen Argentinië, Brazilië en Paraguay. Veel soorten lijken op echte kikkers (Ranidae), ze hebben een bruine kleur, een zichtbaar trommelvlies (tympanum) en hebben soms klierlijsten aan weerszijden van de rug. De wetenschappelijke naam is afgeleid van het Griekse κροσσος, "franje" en δακτυλος, "vinger".

## Soorten
- Crossodactylus boulengeri (De Witte, 1930)
- Crossodactylus caramaschii Bastos & Pombal, 1995
- Crossodactylus cyclospinus Nascimento, Cruz & Feio, 2005
- Crossodactylus dantei Carcerelli & Caramaschi, 1993
- Crossodactylus dispar Lutz, 1925
- Crossodactylus franciscanus Pimenta, Caramaschi & Cruz, 2015
- Crossodactylus gaudichaudii Duméril & Bibron, 1841
- Crossodactylus grandis Lutz, 1951
- Crossodactylus lutzorum Carcerelli & Caramaschi, 1993
- Crossodactylus schmidti Gallardo, 1961
- Crossodactylus timbuhy Pimenta, Cruz & Caramaschi, 2014
- Crossodactylus trachystomus (Reinhardt & Lütken, 1862)
- Crossodactylus werneri Pimenta, Cruz & Caramaschi, 2014

Crossodactylus · 
Hylodes · 
Megaelosia